# Косинский, Владислав
Владислав Эузебиуш Косинский (пол. Władysław Euzebiusz Kosiński; 21 января 1814 — умер 4 июня 1887) — офицер прусской армии, публицист, политический деятель.

## Биография
Представитель польского дворянского рода Косинских герба «Равич». Сын польского генерала Антония Амилькара Косинского (1769—1823) и графини Аделаиды Кайзерлинг (1790—1856).
Учился в Гданьске, Крулевце и Гомбине. После окончания средней школы в 1832 году он начал изучать историю и экономику в Берлинском университете. С 1834 года служил в прусской армии, оставив её в 1839 году в чине подпоручика. Затем он арендовал имение Таргова-Гурка у своей матери. Он стал членом Познанской централизации и был приговорен к смертной казни на Берлинском процессе за участие в заговоре. Благодаря начавшейся Мартовской революции освобожден, позже принял участие в Великопольском восстании, организатором которого он был. В 1863—1864 годах он снова находился в заключении.
Владислав Косинский также занимался журналистикой, он публиковал, например, Польское дело 1846 г., вынесенное на суд общественного мнения (Познань, 1850 г.), Естественная политика Польши (Познань, 1851 г.), Ответ Людвику Мерославскому: Познанское восстание 1848 г. (Таргова-Гурка, 1861 г.), Опасность настоящего момента (Познань, 1876 г.), Нация и религия (Познань, 1876 г.), Открытое письмо ультрамонтанским критикам.
В 1928 году книжная коллекция библиотеки Владислава Косинского была добавлена к фондам Библиотеки Познанского общества друзей наук.

## Семья
5 сентября 1839 года Владислав Косинский женился на Эмме Анне Венгерской (31 июля 1818 — 13 февраля 1873), дочери Эмилиана Венгерского (ок. 1787—1841), капитана армии Варшавского герцогства, и Теодоры Юзефы Урсулы Келецкой (1796—1870). У супругов были следующие дети:
- Ванда Эмилия Косинская (24 июля 1841 — 10 января 1888), муж — Владислав Теодор Юзеф Закржевский (1837—1893)
- Мечислав Зигмунд Косинский(3 июня 1843 — 13 мая 1866), не женат
- Аделаида Ядвига Косинская (12 августа 1845 — 5 марта 1913), муж — Болеслав Антоний Шолдрский (1843—1891)
- Витольд Бронислав Эдмунд Косинский (14 октября 1846 — 19 ноября 1928), женат на Марии Ванточ-Рековской (1851—1911)
- Эмилия Станислава Косинская (9 мая 1849 — 9 мая 1968), не замужем.